# Крістоф Празюк
Крістоф Празюк (народився 11 жовтня 1960 року) — французький морський офіцер. 13 липня 2016 року він отримав звання адмірала і призначений начальником штабу ВМС Франції.

## Раннє життя та перші завдання
Син адмірала Стефана Празюка, Крістоф Празюк вступив в École NAVALE (фр. École navale) у вересні 1979 р. Після навчання на вертольотоносці «Жанна д'Арк» з 1982 по 1984 рік був призначений на патрульний корабель Альтаїр, а потім на десантний транспортний корабель Champlain, який базується на Реюньйоні. Залишався в основному в зоні навколо Індійського океану до свого наступного призначення на посаду другого командира патрульного Épée на Майотті.
З 1984 по 1989 році, Празюк перебував у підводних силах, служачи спершу на Уессані, потім на Doris оперативним офіцером; був офіцером в комісії практичних занять.
З 1989 по 1991 рік Празюк був направлений у Військово-морську аспірантуру Сполучених Штатів Америки в Монтерей, Каліфорнія, де він отримав ступінь доктора філософії з фізичної океанографії (дослідження фізичної поведінки океанів). Після цього формування керував морським екологічним осередком Тулузи.

## Подальший морський шлях

### Команди
У 1994 році Празюк став другим командиром корабля « Вар», а наступного року прийняв командування десантним кораблем « Камплайн».
У 1996 році Празюк об'єднав Коледж міжармейської оборони (École de guerre) і став начальником оперативної групи (CGO) на борту протичовнового фрегата Tourville. У 1999 році він прийняв командування Floréal, що базується на Реюньйоні.

### Зв'язки з громадськістю
У 2000 році Празюк приєднався до Служби інформації та зв'язків з громадськістю армій (фр. Service d'informations et de relations publiques des armées) — морська піхота (SIRPA — морська піхота), де він виконував функцію заступника командувача, перш ніж взяти на себе провідну роль у 2001 році протягом трьох років. У 2004 році він був призначений головою відділу засобів масової інформації Делегації із захисту комунікацій та інформації (фр. Délégation à l'information et à la communication de la Défense) (DICoD), потім у 2006 році став радником із зв'язку начальника штабу Генерального штабу армій CEMA.

### Генеральний офіцер
1 серпня 2009 року Празюк був підвищений до звання контр-адмірала і в серпні 2010 року прийняв командування морськими силами морських піхотинців і коммандос (FORFUSCO) в Лор'яні.
Підвищений до ескадреного віце-адмірала у серпні 2010 року він став директором військового персоналу ВМС Франції та заступником начальника штабу Генерального штабу з людських ресурсів — штабу Генерального штабу ВМС Франції (фр. état-major de la Marine).
Радою міністрів (фр. Conseil des ministers) указом від 6 липня 2016 року Празюк був призначений начальником штабу ВМС (фр. Chef d'état-major de la Marine, CEMM) і з 12 липня був підвищений до рангу адмірал, замінивши адмірала Бернара Рогеля, який був підвищений до начальника військового штабу президента Республіки (фр. Chef d'État-Major du Président de la République). 

## Відзнаки та медалі
- Значок французького парашутиста
- Командор ордена Почесного легіону (2015)
- Кавалер Національного ордена «За заслуги».
- Командор морського Ордену заслуг
- Медаль національної оборони (срібний ступінь)
- Французька пам'ятна медаль
- Медаль НАТО за колишню Югославію
- Орден Командорського Хреста pro Merito Melitensi, військовий варіант (Суверенний військовий Мальтійський орден)
- Орден морських заслуг, великий офіцер (Бразилія)
- Орден «За заслуги» «Тамандуре» (Бразилія)
- Невідома нагорода
- Почесний офіцер ордена Австралії (Австралія) — за визначну службу розвитку оборонних відносин між Австралією та Францією через відданість, лідерство та стратегічне передбачення на посаді начальника штабу ВМС Франції.[7]
- Орден «За заслуги перед Італійською Республікою», командир